# 집시 나방
집시 나방(The Gypsy Moths)은 미국에서 제작된 존 프랑켄하이머 감독의 1969년 액션, 드라마, 멜로/로맨스 영화이다. 버트 랭카스터 등이 주연으로 출연하였고 바비 로버츠 등이 제작에 참여하였다.

## 출연

### 주연
- 버트 랭카스터
- 데보라 카

### 조연
- 진 핵크만
- 스콧 윌슨
- 윌리엄 윈돔
- 보니 베델리아
- 쉬리 노스
- 포드 레인니
- 칼 리인델
- 존 네이피어

## 제작진
- 미술: 조지 W. 데이비스
- 의상: 빌 토머스